# Общество веданты

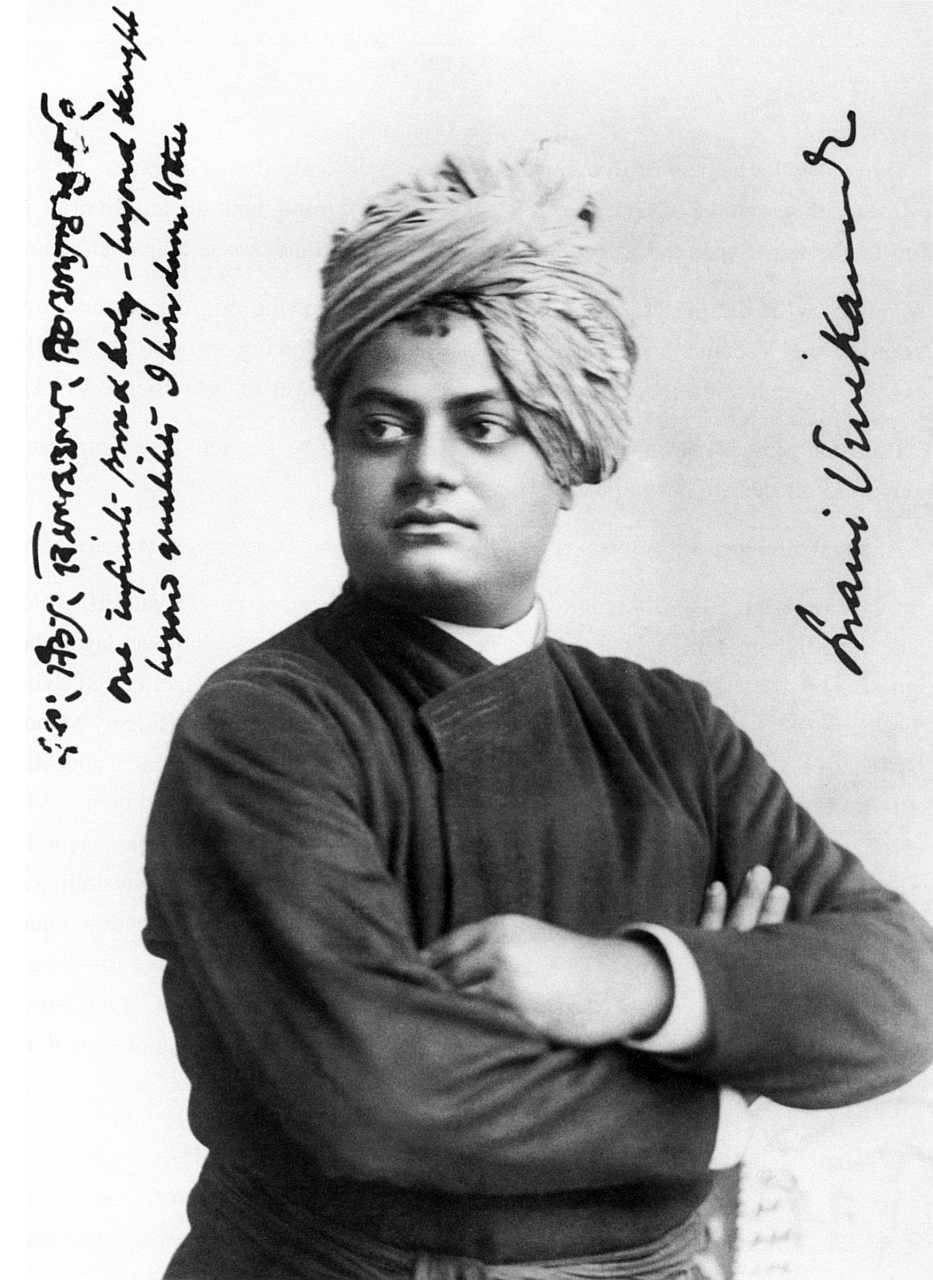
Свами Вивекананда — основатель «Общества веданты».

Общество веданты (англ. Vedanta Society) — термин, которым называют индуистские организации, группы и общества, сформированные для изучения, практики и пропагандирования веданты.
Первое «Общество веданты» было основано Вивеканандой в Нью-Йорке в ноябре 1894 года. В 1897 году, по просьбе Вивекананды, организацию возглавил Свами Абхедананда. Многие из ныне существующих обществ веданты, формально или неформально ассоциируются с «Орденом Рамакришны» — монашеским орденом, на базе которого была образована Миссия Рамакришны.
В сентябре 1893 года, за год до основания «Общества веданты», Вивеканада выступил на «Парламенте религий» в Чикаго со своей знаменитой публичной лекцией «Братья и сёстры Америки!». На волне возникнувшего интереса Вивекананда путешествовал по США, выступая с лекциями в Чикаго, Детройте, Бостоне, и Нью-Йорке.
Различные ветви «Ордена Рамакришны» за пределами Индии обычно называют «обществами веданты», и они находятся под духовным руководством Ордена. Общества веданты занимаются разного типа духовной деятельностью, а некоторые из них также и социальным служением. Многие из западных обществ веданты поддерживают ашрамы, в которых проживают монахи, а в отдельных центрах также и монахини.